# Marcus Vinícius Faustini
Marcus Vinícius Faustini (Rio de Janeiro, 26 de novembro de 1971) é um diretor teatral, documentarista e escritor que  destaca-se na cena teatral desde 1998. É autor do Guia Afetivo da Periferia (2009) e co-autor de O novo carioca (2012), com Jaílson de Souza e Silva e Jorge Luiz Barbosa. Em 2011, criou a metodologia da Agência de Redes para Juventude, para transformar ideias de jovens das favelas cariocas em projetos para impactar suas comunidades, aumentando suas redes e repertórios.
Entre suas direções mais destacadas está Capitu, de 1999, adaptação do romance Dom Casmurro, de Machado de Assis, com foco na personagem Capitu. A peça foi premiada pela Academia Brasileira de Letras.